# Federación de Atletismo del Chubut
La Federación de Atletismo del Chubut (o FACh) es el órgano de gobierno del atletismo a nivel provincial (en Argentina). Fue fundada el 31 de julio de 1945 bajo el nombre de Federación de Atletismo de Comodoro Rivadavia. En 1960 cambia su nombre al actual y amplía sus límites a toda la joven provincia. La sede de la FACh se encontró en Comodoro Rivadavia desde su creación hasta principios de 2009, cuando fue trasladada a Rawson.

## Presidentes de la FACh
- José María Aguirre 1945-1951
- Miguel Braña 1952-1952
- Valentín Gonzalo 1953-1954
- Gustavo Vessely 1955-1956
- Eduardo Bernal 1957-1962
- Antonio Pocoví 1963-1964
- Eduardo Bernal 1965-1997
- Enrique Campillay 1998-1999
- Oscar De Brito 1999-2001
- Eduardo Bernal 2002-2003
- Paulo Mantello 2004-2005
- Pedro Caffaro 2006-2008
- Reimundo Manquel 2009-2010
- Hugo Oscar Santos 2011-2012
- Paulo Mantello 2013-